# Gregorio Peces-Barba
Gregorio Peces-Barba Martínez (ur. 13 stycznia 1938 w Madrycie, zm. 24 lipca 2012 w Oviedo) – hiszpański polityk, prawnik oraz nauczyciel akademicki, w latach 1982–1986 przewodniczący Kongresu Deputowanych, jeden z twórców hiszpańskiej konstytucji uchwalonej w okresie demokratyzacji w 1978.

## Życiorys
Ukończył liceum francuskie w Madrycie, a następnie studia prawnicze na Uniwersytecie Complutense w Madrycie. Na tej uczelni doktoryzował się później w oparciu o pracę poświęconą poglądom Jacques'a Maritaina. Kształcił się również w Strasburgu w zakresie komparatystyki prawniczej. Praktykował następnie jako adwokat. Współtworzył periodyk „Cuadernos para el Diálogo”, a w 1966 podjął pracę jako wykładowca na Uniwersytecie Complutense w Madrycie. Od 1976 do 1977 był zastępcą dziekana wydziału prawa, a w 1982 objął na tej uczelni stanowisko profesorskie.
Od 1971 działał nielegalnej ówcześnie Hiszpańskiej Socjalistycznej Partii Robotniczej (PSOE). W okresie transformacji ustrojowej w 1977 został wybrany do konstytuanty. Znalazł się w siedmioosobowym zespole, który opracował przyjętą w 1978 nową demokratyczną konstytucję. W 1979 i 1982 uzyskiwał mandat posła do Kongresu Deputowanych I i II kadencji. W latach 1982–1986 pełnił funkcję przewodniczącego tej izby hiszpańskiego parlamentu.
W 1986 wycofał się z aktywności politycznej, obejmując kierownictwo katedry na madryckiej uczelni. W 1989 stanął na czele komitetu odpowiedzialnego za organizację Uniwersytetu Karola III w Madrycie, po czym do 2007 zajmował stanowisko jego rektora. W 2004 powołany przez premiera José Luisa Zapatero na rządowego komisarza do spraw pomocy ofiarom terroryzmu. Ustąpił z tej funkcji w 2006 po krytyce ze strony organizacji Asociación Víctimas del Terrorismo.